# Campagnolo Nuovo Record
Il Campagnolo Nuovo Record è un gruppo per biciclette da corsa della Campagnolo che ha rappresentato il top di gamma negli anni settanta.
I primi componenti del gruppo ad essere introdotto furono il movimento centrale e il cambio posteriore nel 1967: non mostrava sostanziali differenze di design rispetto al modello precedente, se non per il fatto di essere più leggero perché prodotto in alluminio in luogo del bronzo cromato.
Inizialmente il cambio faceva parte del gruppo Record, quindi furono prodotti anche gli altri componenti, sempre senza sostanziali differenze rispetto al Record. La guarnitura, inizialmente con girobulloni da 151 mm, adottò ben presto la nuova misura da 144mm che permetteva l'uso di corone leggermente più piccole, fino a 41 denti anche se lo standard divenne ben presto di 42 denti e solo dopo qualche anno la Campagnolo introdusse le corone da 41 denti a completare la gamma che andava dai 42 ai 57.
Uscì di produzione nel 1987 dopo un decennio in cui era diventato il massimo a cui un ciclista potesse aspirare. È ancor oggi un gruppo molto ricercato dai collezionisti.